# Несвижский сельсовет
Несвижский сельсовет — административно-территориальная единица на территории Несвижского района Минской области Республики Беларусь. Административный центр — город Несвиж (не входит в состав).

## История
28 июня 2013 года в состав Несвижского сельсовета включены населённые пункты упразднённого Карцевичского сельсовета.

## Состав
Несвижский сельсовет включает 19 населённых пунктов:
- Альба — посёлок.
- Альбянка — деревня.
- Войниловичи — деревня.
- Ганусовщина — деревня.
- Госсортучасток — посёлок.
- Заозерье — агрогородок.
- Карцевичи — агрогородок[2].
- Каролина — деревня.
- Малево — деревня.
- Микуличи — деревня.
- Ольховка — деревня.
- Погулянка — деревня.
- Просмыковщина — деревня.
- Рудавка — деревня.
- Саска Липка — деревня.
- Славково — деревня.
- Сычево — деревня.
- Фольварковцы — деревня.
- Фербовщина — деревня.